# Hercules Seghers

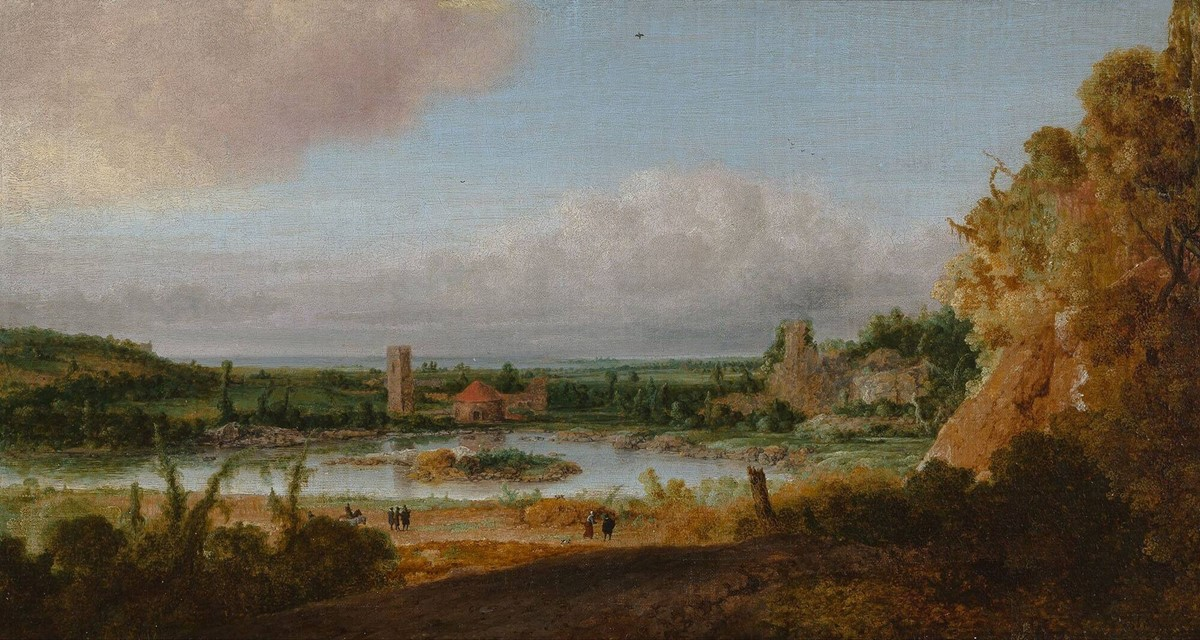
Krajina - první třetina sedmnáctého století

Hercules Pieterszoon Seghers nebo Segers [erkyles séchers] (1589 nebo 1590, (patrně) Haarlem - mezi l. 1635 - 1639, (patrně) Haag) byl holandský malíř, krajinář a grafik 17. století.

## Život
Vedle Esaiase van de Velde a Jana van Goyen patří k nejvýznamnějším holandským krajinářům sedmnáctého století. Kromě toho byl Seghers patrně nejen nejoriginálnějším a nejinovativnějším holandským grafikem vůbec, ale také nejvýznamnějším holandským grafikem před tím, než se jím stal Rembrandt van Rijn.
Narodil se pravděpodobně v Haarlemu, jako syn obchodníka s plátnem původně pocházejícího z Vlámska, který se roku 1596 přestěhoval do Amsterdamu. Hercules se učil pravděpodobně v dílně krajináře Gillise van Coninxloo, ale asi jen krátkou dobu, protože van Coninxloo zemřel roku 1606. Seghers a jeho otec koupili část Gillisových prací v aukci z jeho pozůstalosti. Po smrti otce roku 1612 se Hercules odstěhoval do Haarlemu a stal se členem malířského Bratrstva svatého Lukáše. Roku 1614 se však vrátil zpět do Amsterdamu, kde získal do opatrování nemanželskou dceru a v následujících letech se oženil s Annekin van de Bruggen, která byla o šestnáct let starší než on. V roce 1620 koupil na Lindengracht za čtyři tisíce guldenů velký dům, ale později se zadlužil a roku 1631 jej musel prodat. V tomtéž roce se přestěhoval do Utrechtu a v roce 1633 se přestěhoval do Haagu. Není zcela jasné kdy a kde zemřel. Roku 1638 se ale Cornelia de Witte označuje za jeho vdovu. Ve třicátých letech byl zřejmě také obchodníkem s uměním, patrně dokonce obchodujícím v poměrně velkorysém měřítku.
Jeho posmrtná proslulost byla zvýšena mj. tím, že byl v knize Inleyding tot de hooge schoole der schilderkonst (Úvod do vysoké školy malby) od Samuela van Hoogstraten prezentován trochu jako romantický génius avant la lettre, osamělý, chudý a nepochopený. Tato představa byla ovšem spíše než na znalosti skutečného Seghersova života založena na dojmu, kterým působí jeho malby a grafické listy.

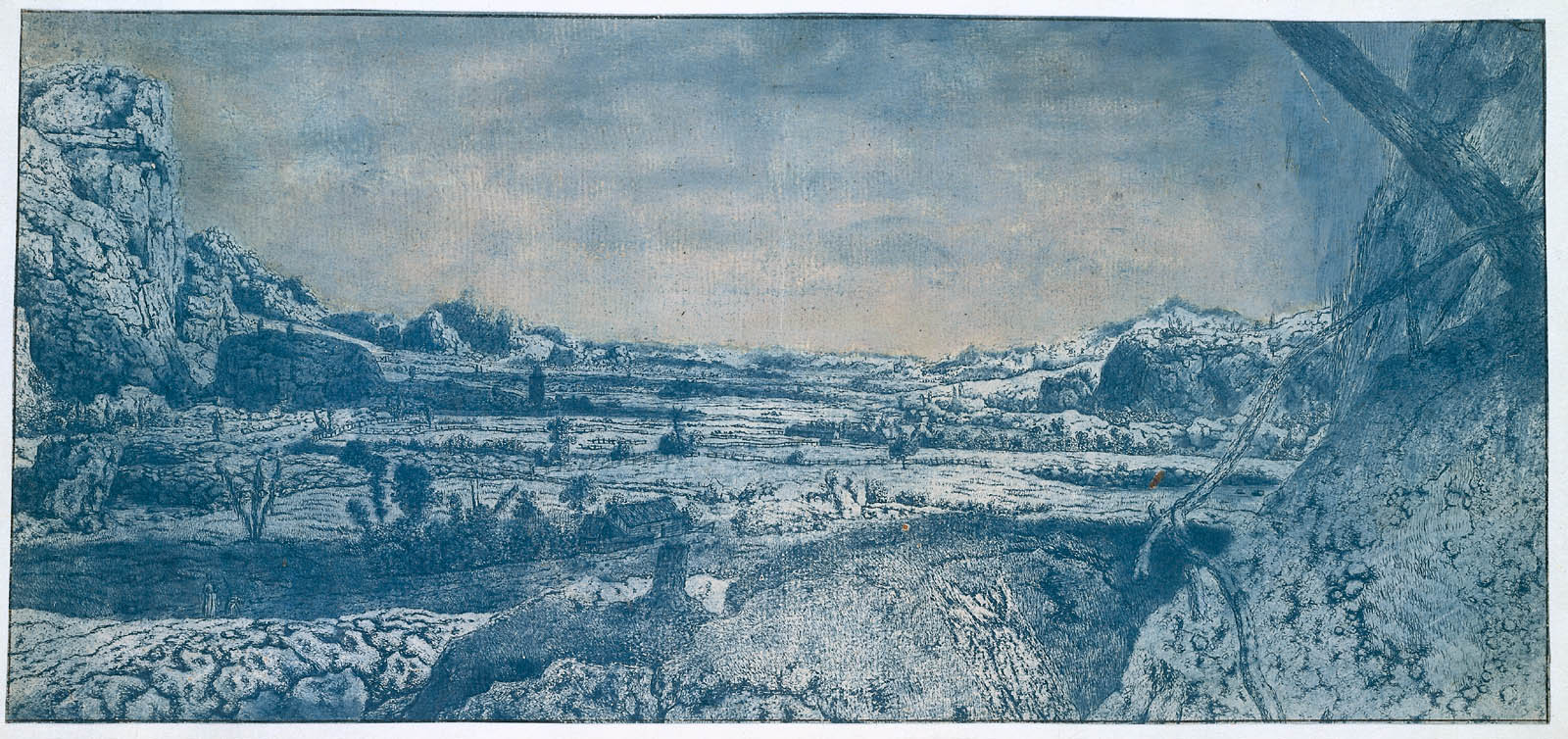
Údolí v horách s oplocenými poli, 1620-1630

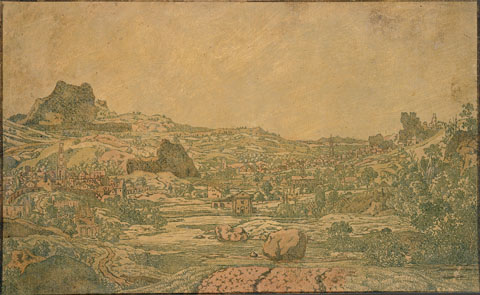
Město s čtyřmi věžemi,cca 1631

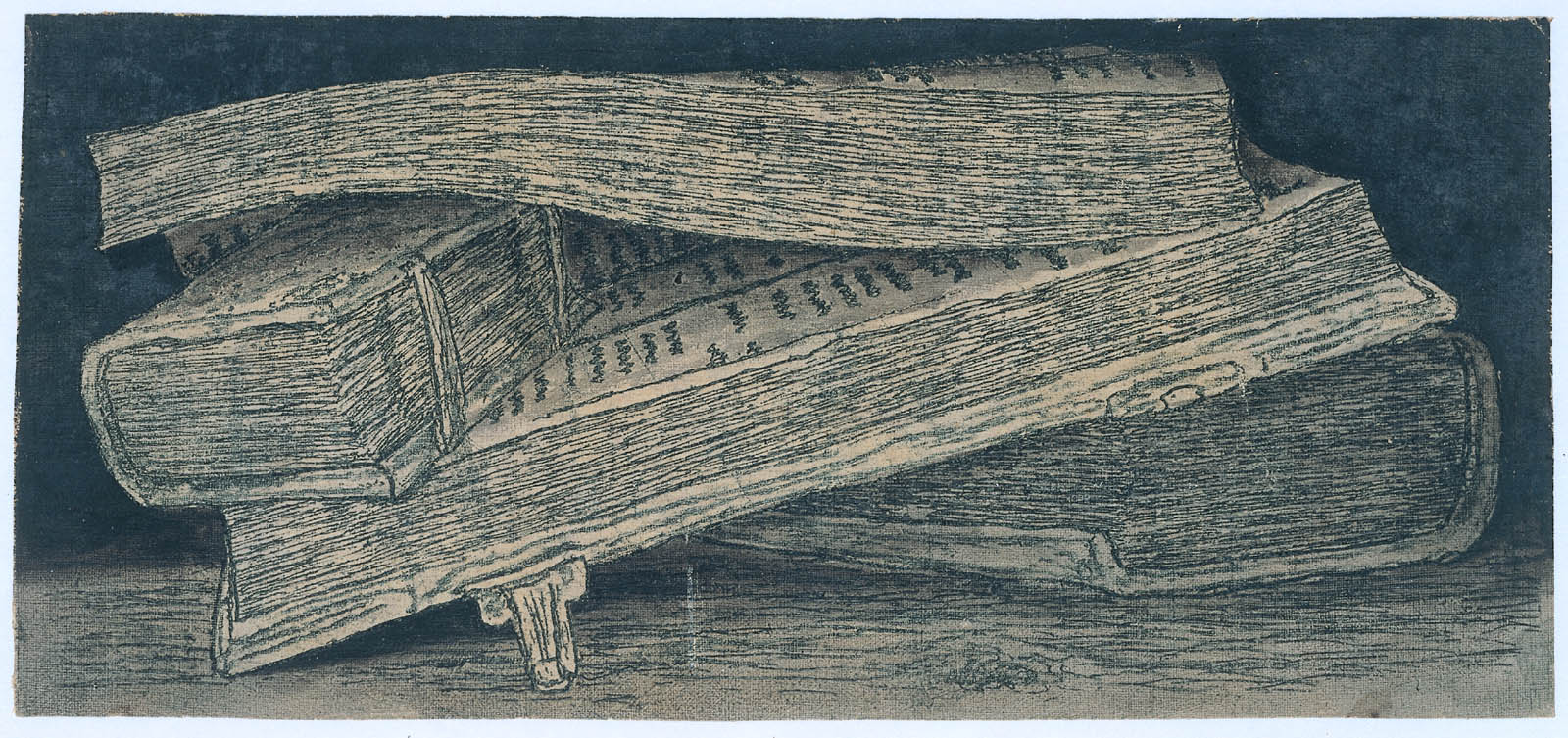
Zátiší s knihami, 1620-1630

## Grafické dílo
Seghers je znám především jako velmi inovativní grafik, vytvářející především krajiny, které často tiskl na barevné papíry nebo plátno, navíc pomocí barevných past (černě tiskl zřídka). Žádný jiný grafik tolik neexperimentoval s grafickými technikami a hledáním nových postupů. Zdá se, že použil vykrývání, měkkého krytu, suché jehly a metody na způsob akvatinty. Otištěné grafiky navíc často koloroval vodovými či olejovými barvami. proto je prakticky každý jeho grafický list originálem.
Dohromady se zachovalo pouze 183 grafických listů, vzniklých otištěním 55 měděných desek. Poměrně velkou část těchto grafických listů tvoří krajiny. Z části jde o realistické zachycení holandských rovin, z části však také o zobrazení idealizovaných fantastických skalnatých masivů prořezávaných hlubokými údolími. Většina Seghersova grafického díla je uložena v muzeích. Jednoznačně největší kolekce je pak uložena v amsterodamském Rijksmuseu v kabinetu grafiky.
Seghersovy malby a grafické listy sbíral Rembrandt van Rijn. Vlastnil osm jeho obrazů. Získal, dokonce originální měděnou desku Tobiáš s andělem (HB 1), kterou přepracoval v grafice Útěk do Egypta (B 56), na níž převážně zachoval Seghersovu krajinu. Rembrandt přepracoval také Seghersův obraz Hornatá krajina (nyní v Uffizi). Rembrandtova krajina obecně vychází ze způsobu, kterým maloval krajinu Seghers.
Ačkoli datace grafických listů zůstává nejasná, jeho Město s čtyřmi věžemi (HB 29) lze komparací s datovanými malbami vročit kolem 1631. Nízký počet i provedení dochovaných grafik napovídá, že jejich tvorba patrně nepředstavovala hlavní způsob obživy, ale skutečně spíše jakousi pokusnou „alchymistickou laboratoř“. Grafický list Zátiší s knihami představuje na sedmnácté století skutečně nesmírně nezvyklé zátiší.

## Malířské dílo
Vesle svého grafického díla se Seghers proslavil také svými malbami krajin a zátiší. Jeho malby jsou také velmi vzácné, protože se jich dochovalo snad pouze patnáct. Místokrál nizozemské provincie, Frederick Henry, princ Oranžský koupil několik krajin v roce 1632. Většina dochovaných obrazů představuje krajiny s fantastickými horskými kompozicemi, jaké známe i z jeho grafických listů. Zatímco však grafické listy překvapují hlavně svou technikou, malby udivují neobyčejnou expresivností zobrazení.

## Galerie
Čtyři grafické listy vytvořené otištěním téže měděné desky (Krajina s převislou borovicí - 1620-1630)

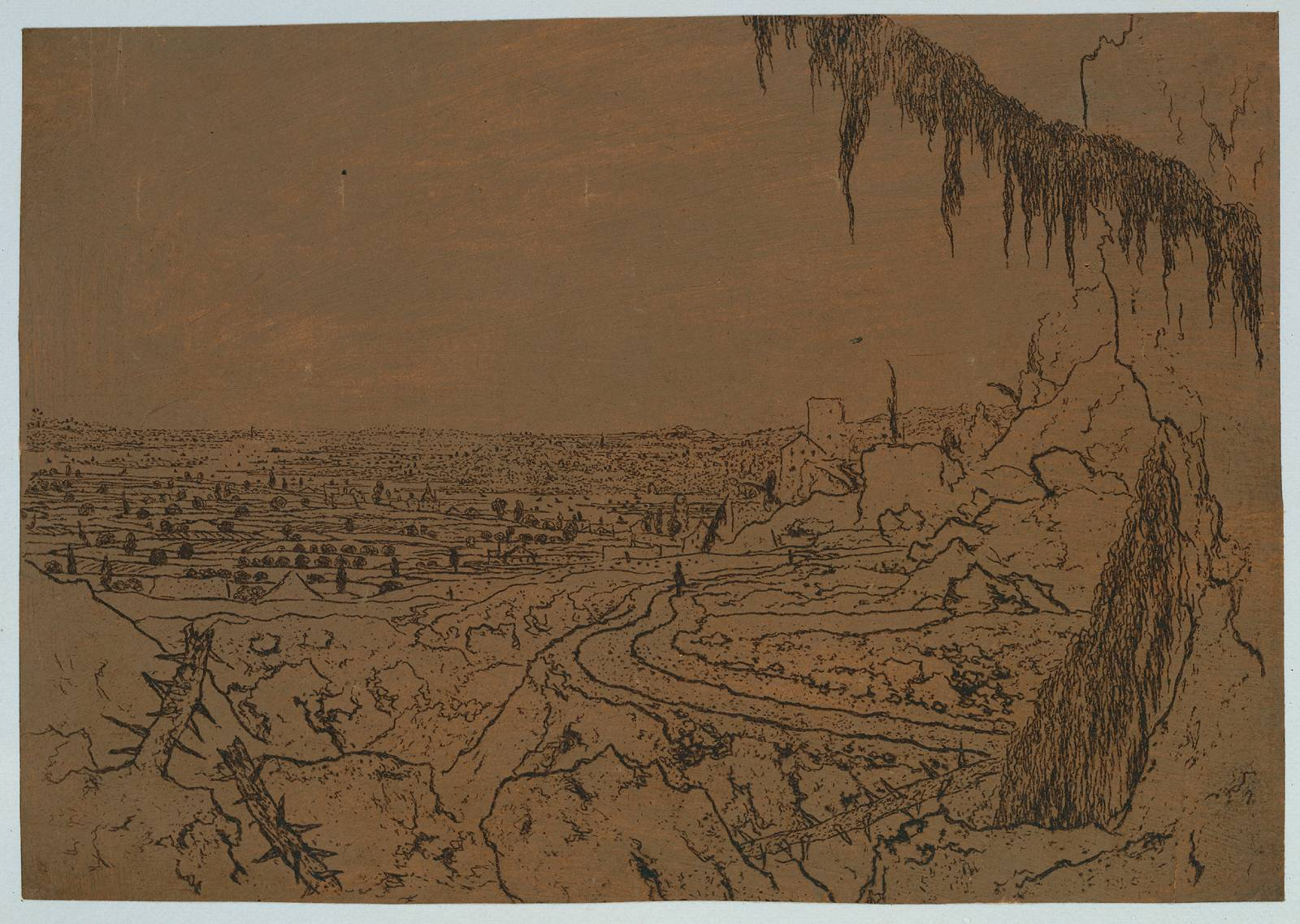
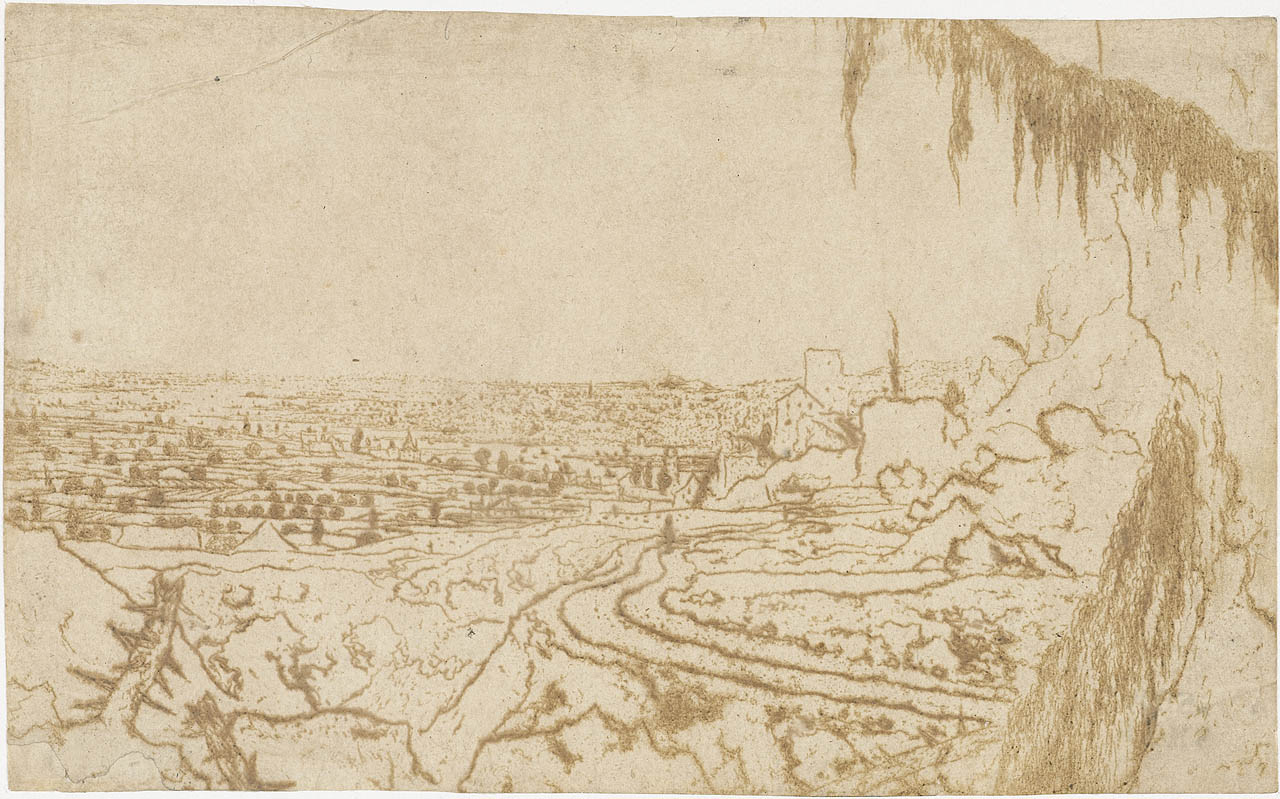
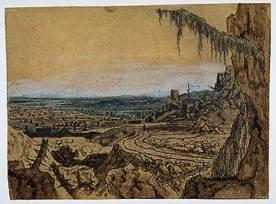
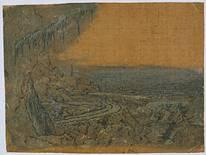

Malířské dílo

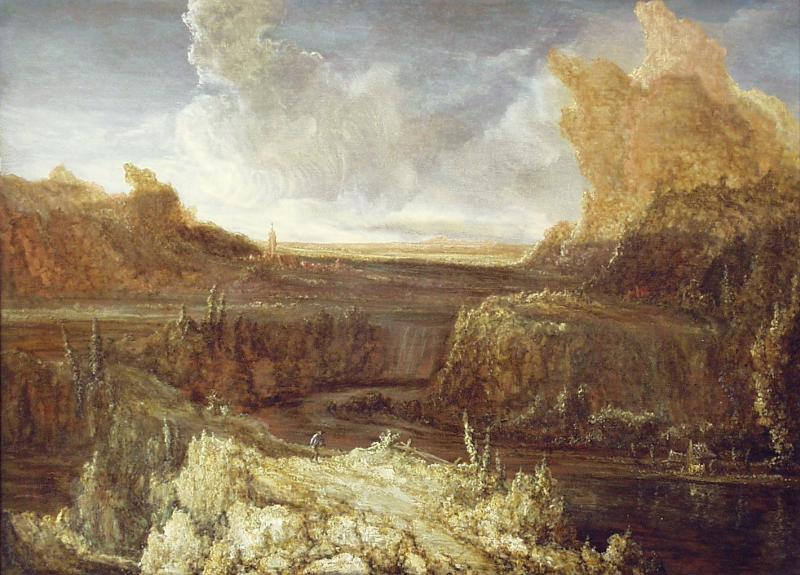
Hornatá krajina
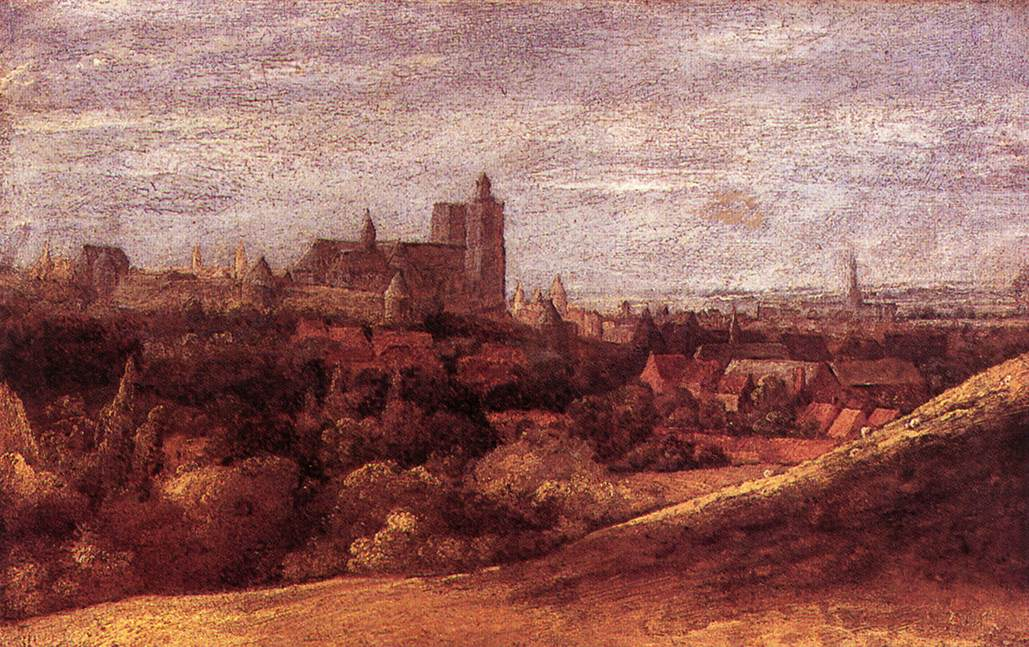
Pohled na Brusel, cca 1625
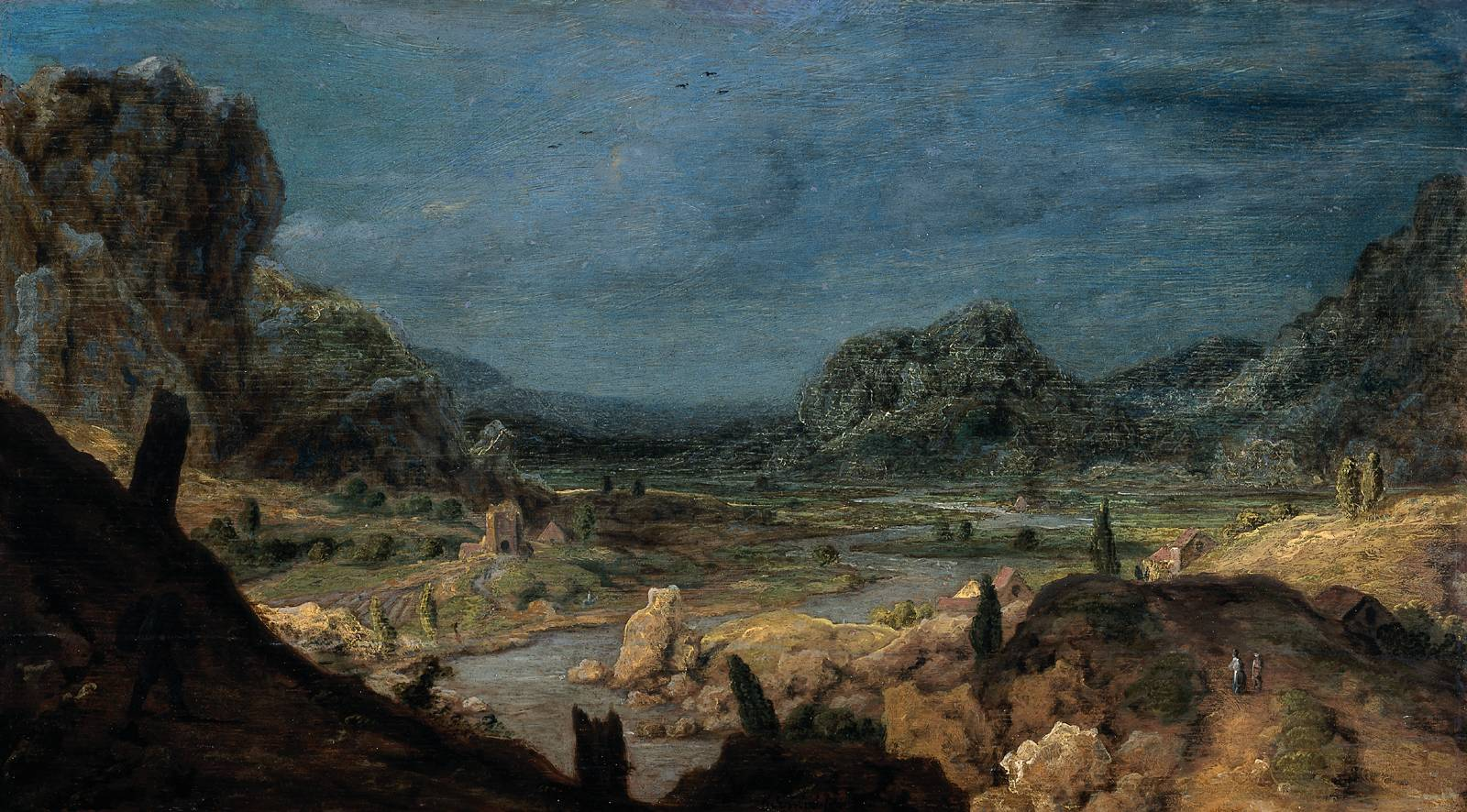
Údolí s řekou, cca 1626
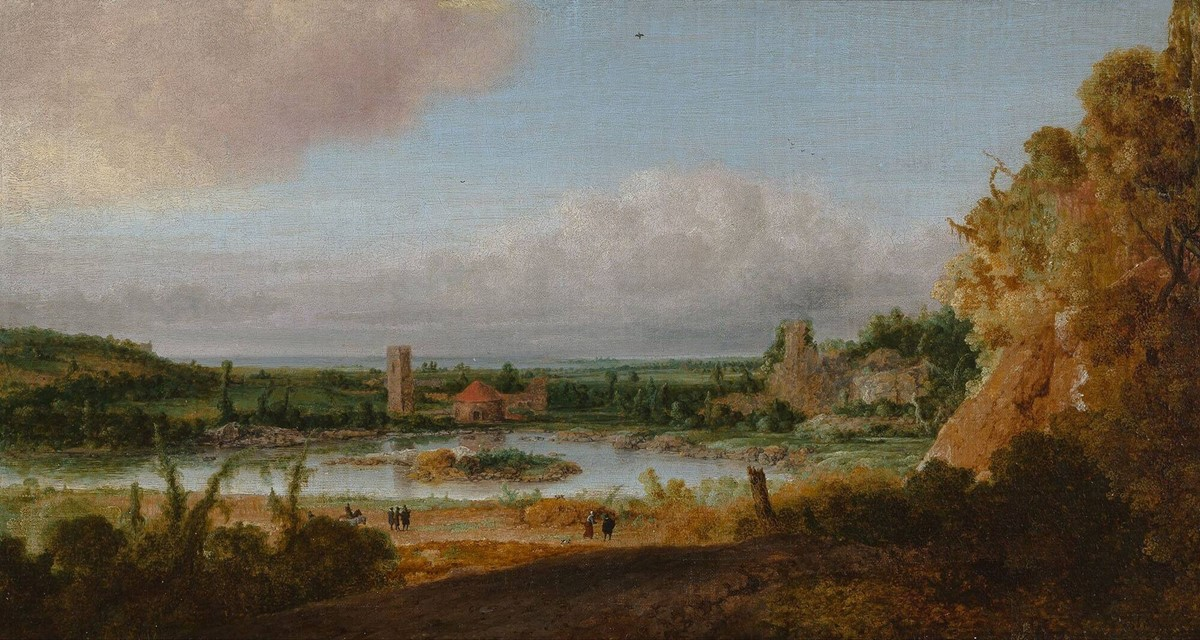
Krajina